# Арсеньев, Алексей Александрович
Алексе́й Алекса́ндрович Арсе́ньев (1849—1914) — тульский губернский предводитель дворянства, тайный советник член Государственного совета по назначению.

## Биография
Родился 26 мая 1849 года. Происходил из древнего рода Арсеньевых, в 1856 году внесённого в VI часть дворянской родословной книги Тульской губернии. Сын отставного ротмистра Александра Николаевича Арсеньева и Е. А. Протасовой (1825—1897), известной как попечительница Тульского дома призрения бедных.
В 1871 году окончил юридический факультет Московского университета со степенью кандидата. Вступил в службу 8 января 1872 года в департамент Министерства юстиции, с откомандированием для занятий во второе отделение третьего департамента Сената, с чином коллежского секретаря; 1 декабря 1874 года был назначен старшим помощником секретаря.
С 1876 по 1905 год периодически избирался предводителем местного собрания по Ефремовскому уезду. Так же периодически с 1880 по 1905 год избирался предводителем дворянства. В период с 13 октября 1881 года по 10 февраля 1887 года А. А. Арсеньев был председателем съезда мировых судей по Ефремовскому уезду. С 16 марта 1898 года был членом Особого совещания по делам дворянского сословия.
С 21 марта 1903 года состоял членом Совещания по обеспечению народного продовольствия при Министерстве внутренних дел. 16 января 1904 года назначен членом Особого комитета по делам земельного кредита. 24 августа вошёл в Тульский губернский комитет по делам мелкого кредита.
17 апреля 1905 назначен членом Государственного совета. В 1906—1914 годах назначался к присутствию и был членом нескольких особых комиссий по законопроектам. С 26 марта 1907 года состоял почётным попечителем Тульского дворянского пансионата-приюта.
Умер 15 (28) декабря 1914 года в сельце Дубровка Ефремовского уезда Тульской губернии, где и был погребён.

## Награды
- Орден Святого Станислава 2-й ст. (16 июля 1882 года)
- Орден Святого Владимира 3-й ст. (1 января 1891 года)
- Орден Святого Станислава 1-й ст. (1 января 1894 года)
- Орден Святой Анны 1-й ст. (14 мая 1896 года)
- золотая табакерка с алмазом и портретом Его Императорского Величества (6 мая 1899 года)
- Орден Святого Владимира 2-й ст. (1 января 1906 года)
- Орден Белого орла (1 января 1913)
- серебряная медаль «В память царствования императора Александра III» (26 февраля 1896 года)
- серебряная медаль «В память коронации Императора Николая II» (26 мая 1896 года)
- темно-бронзовая медаль «За труды по первой всеобщей переписи населения» (30 января 1897 года)
- медаль Красного Креста «В память русско-японской войны» (26 апреля 1907 года)
- бронзовая медаль «В память 300-летия царствования дома Романовых» (21 февраля 1913 года)